# Kilacheri
Kilacheri è un villaggio indiano nel taluk di Kadambathur, nel distretto di Tiruvallur, nello stato del Tamil Nadu.